# КАвЗ-4238 «Аврора»
КАвЗ-4238 «Аврора» — середній високопідлоговий подовжений автобус, розроблений в середині 2000-х років на Павловському автобусному заводі базі автобуса ПАЗ-4230 «Аврора».
З 2006 рік виробництво автобуса в різних модифікаціях було налагоджено на Курганський автобусний курганському автобусному заводі.

## Історія
Наприкінці 1990-х перед Павлівським автобусним заводом постала потреба реструктуризації виробництва з метою випуску широкого спектра автобусів різних класів. Саме тоді було розроблено новий автобус середнього класу ПАЗ-4230 «Аврора». Новий павлівський автобус привернув увагу преси та отримав нагороди на виставках.
З 2000 року на ПАЗі стали налагоджувати виробництво для випуску автобуса ПАЗ-4230 «Аврора». Тоді ж ПАЗ був приєднаний до компанії «РусПромАвто», що управляє. У 2001 році Павлівський автозавод розпочав серійний випуск цього автобуса.
У 2002 рік було вирішено перенести виробництво ПАЗ-4230 «Аврора» на Курганський автобусний завод. У 2003 році на КАВЗ було організовано серійне виробництво автобуса ПАЗ-4230 «Аврора».
На Павлівському автобусному заводі було прийнято рішення розробити подовжену модифікацію цього автобуса, яка призначалася для роботи на міських, приміських та міжміських маршрутах на плечі до 500 км, яка спочатку отримала індекс ПАЗ-4238 «Аврора». на відміну від свого прабатька полягало в тому, що у нього була подовжена колісна база - 4840 замість 3600 мм. Це дозволило збільшити кількість посадкових місць для пасажирів до 40. Також цей автобус оснащувався шестициліндровим дизельним двигуном Cummins У 180 20. Крім того, залежно від модифікації туди встановлювалися коробки передач КамАЗ-141, ZF S6-85 або автоматична гідромеханічна коробка передач «Алліссон-2000».
У 2006 рік на Курганському автобусному заводі почалося виробництво автобусів КАВЗ-4238.
У 2010 ріку була створена і сертифікована шкільний автобус на базі КАВЗ-4238 «Аврора». Курганський автобусний завод став першим у Росії розробником шкільного автобуса на основі ГОСТ Р 51160-98 «Автобуси для перевезення дітей. Технічні вимоги» За час здійснення федеральної та регіональних програм «Шкільний автобус» підприємством було поставлено до навчальних закладів 87 регіонів країни, 5 тис. шкільних автобусів. У 2010 році шкільному автобусу Курганського автобусного заводу було присвоєно знак «100 кращих товарів Росії». Тоді ж сімейство автобусів "Аврора" стали оснащувати двигунами Ярославського моторного заводу ЯМЗ-534 та ЯМЗ-5362 екологічного класу Євро-4 потужністю 180...240 кінських сил.

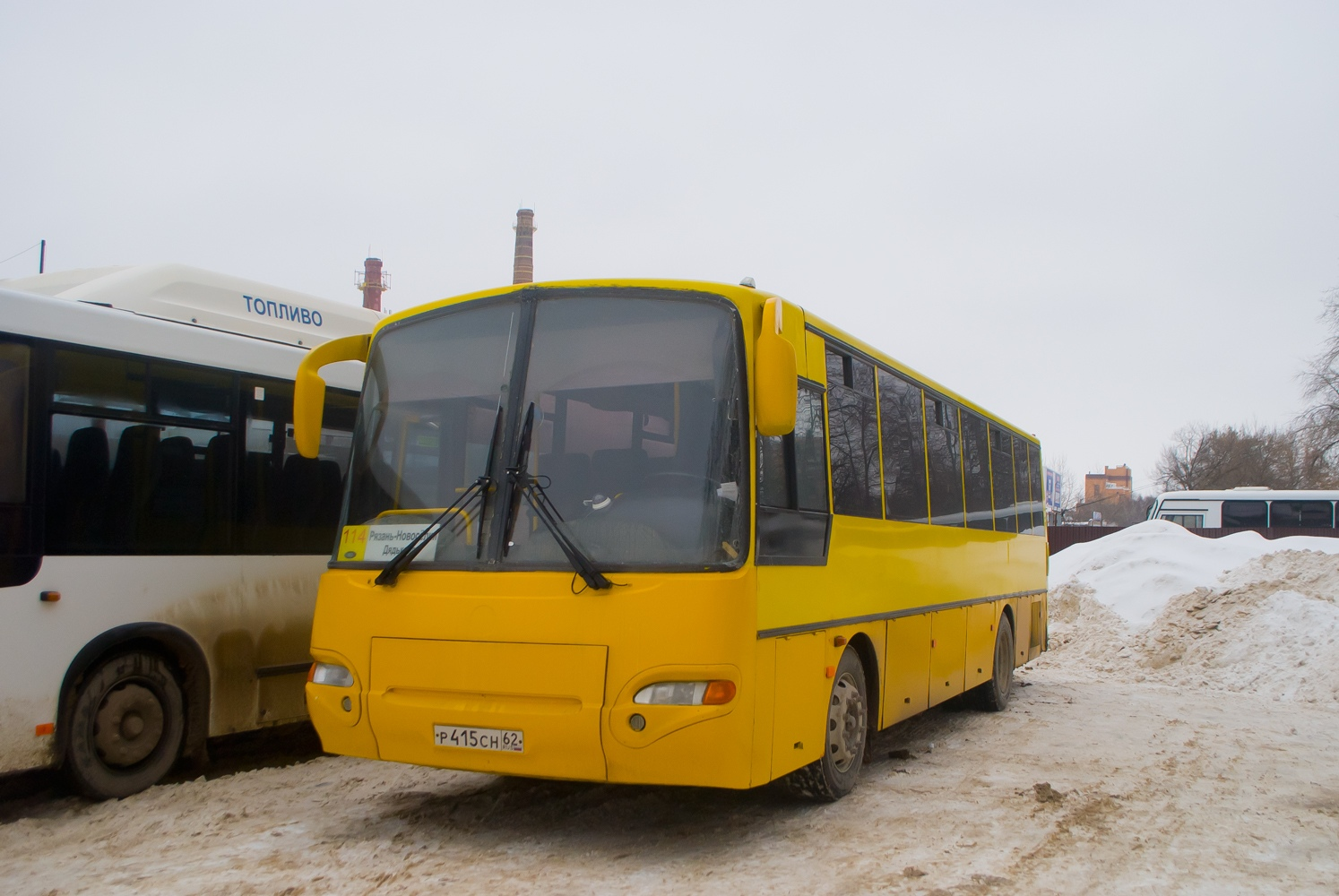
Автобус КАВЗ-4238-41 в Рязані

У 2012 рік на Курганському автобусному заводі стали розробляти автобус КАВЗ-4238, який працює на стислому природному газі. Він обладнаний метановим двигуном ЯМЗ-53405, ЯМЗ-53625 або Cummins BGe 230, що відповідає екологічному класу Євро-5. У тому ж році виготовили дослідний зразок цього автобуса і провели його сертифікацію.
- КАВЗ-4238 «Аврора» — міжміський
- КАВЗ-4238 «Аврора» — міліція
- КАВЗ-4238 «Аврора» — шкільний

У 2022 році автобус КАВЗ-4238 був випущений в OMSI 2 та MTA Province.
Журналом NovaModel була випущена форма автобуса КАВЗ-4238 для складання паперової моделі в масштабі 1:43.

## Галерея

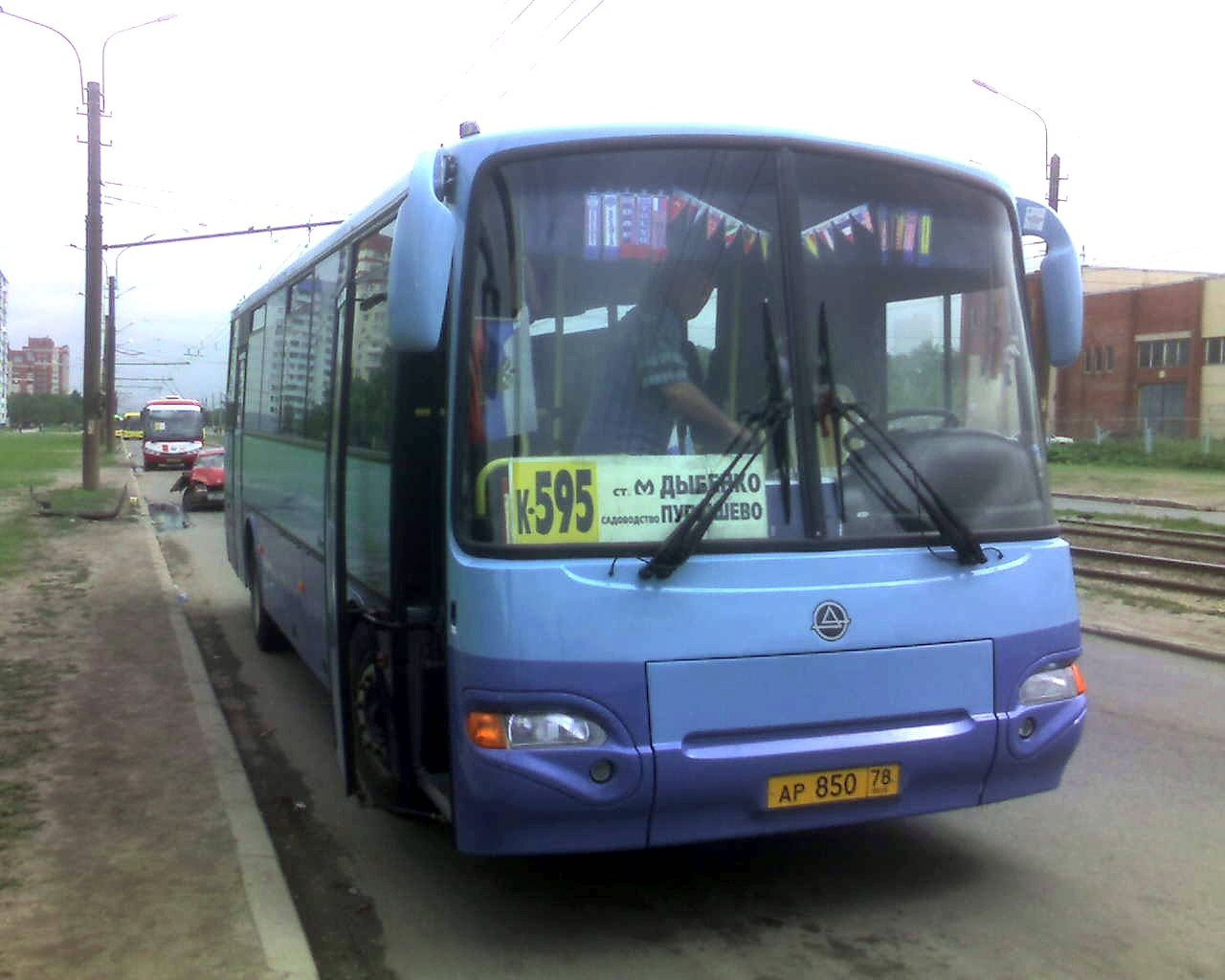
КАвЗ-4238 «Аврора»
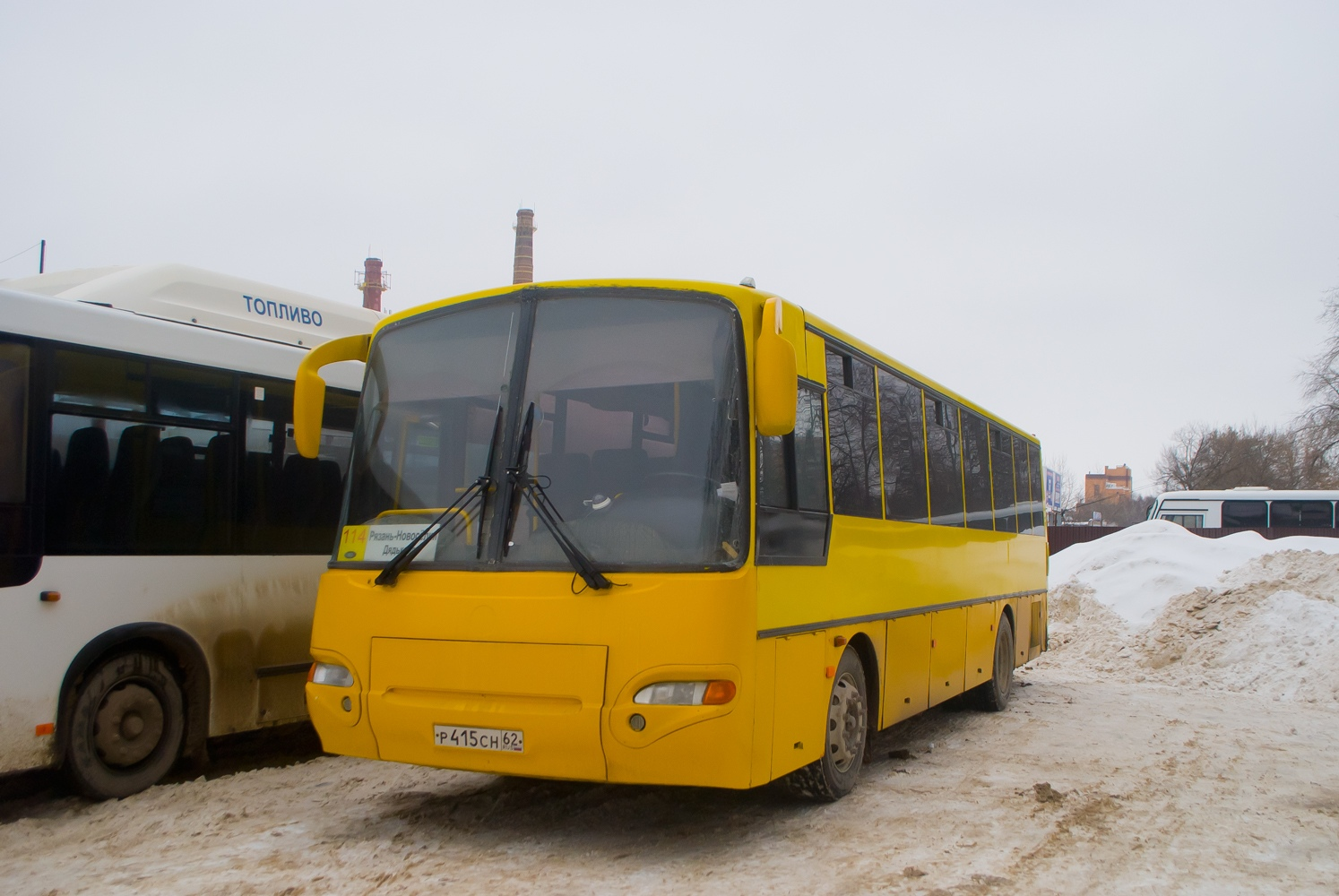
КАвЗ-4238 «Аврора» в Тюмені
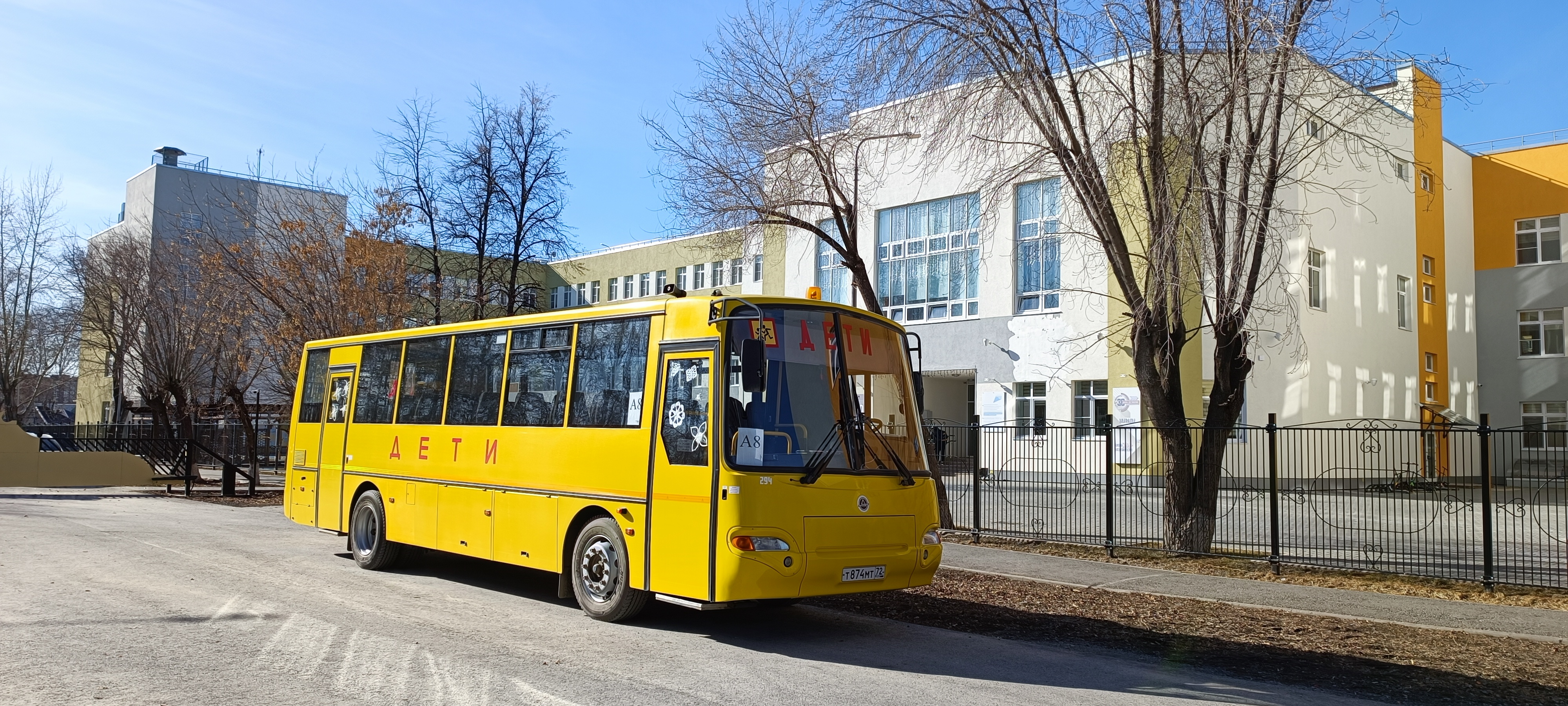
КАвЗ-4238 «Аврора» в Тюмені
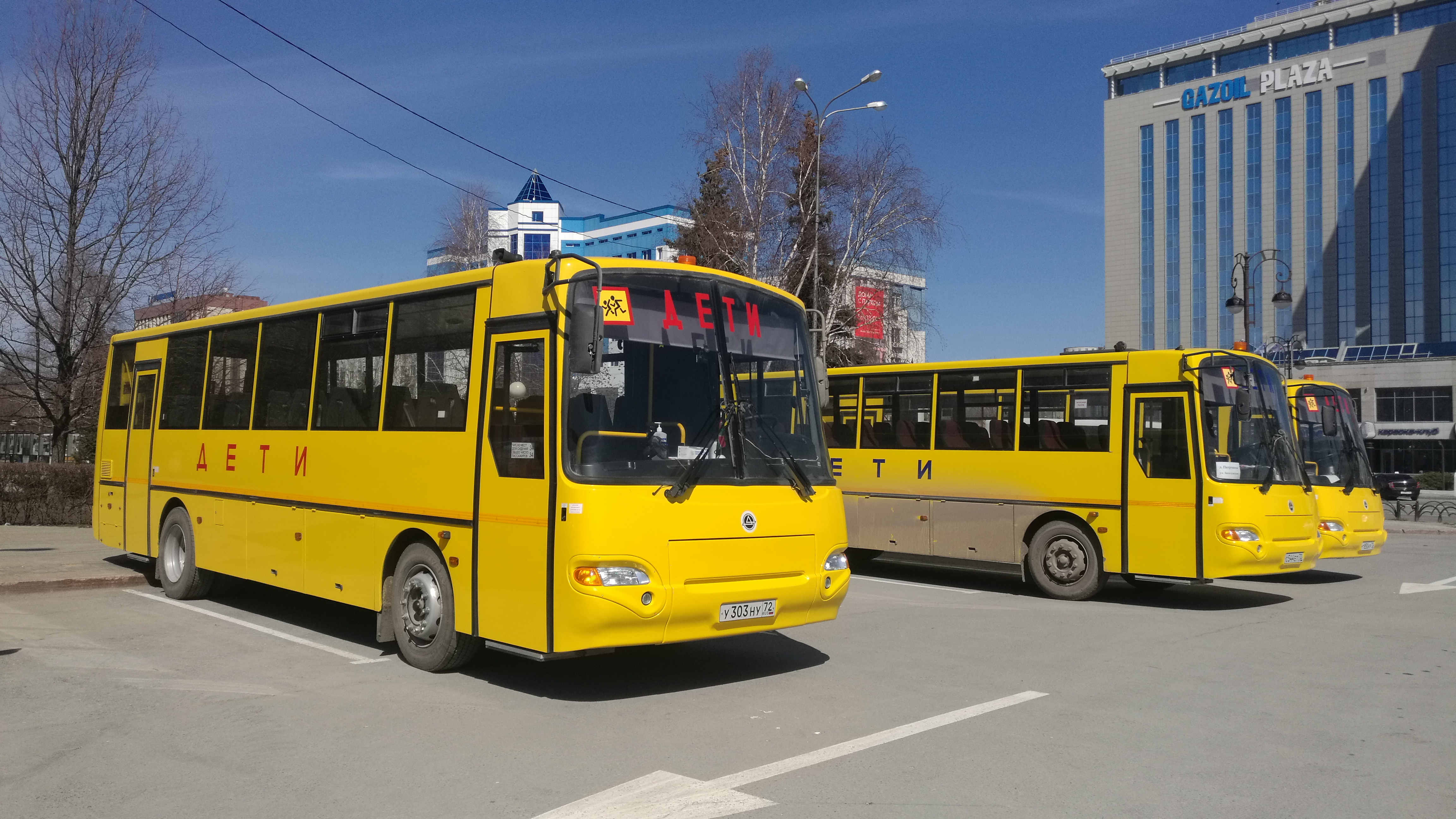
КАвЗ-4238 «Аврора» в Тюмені
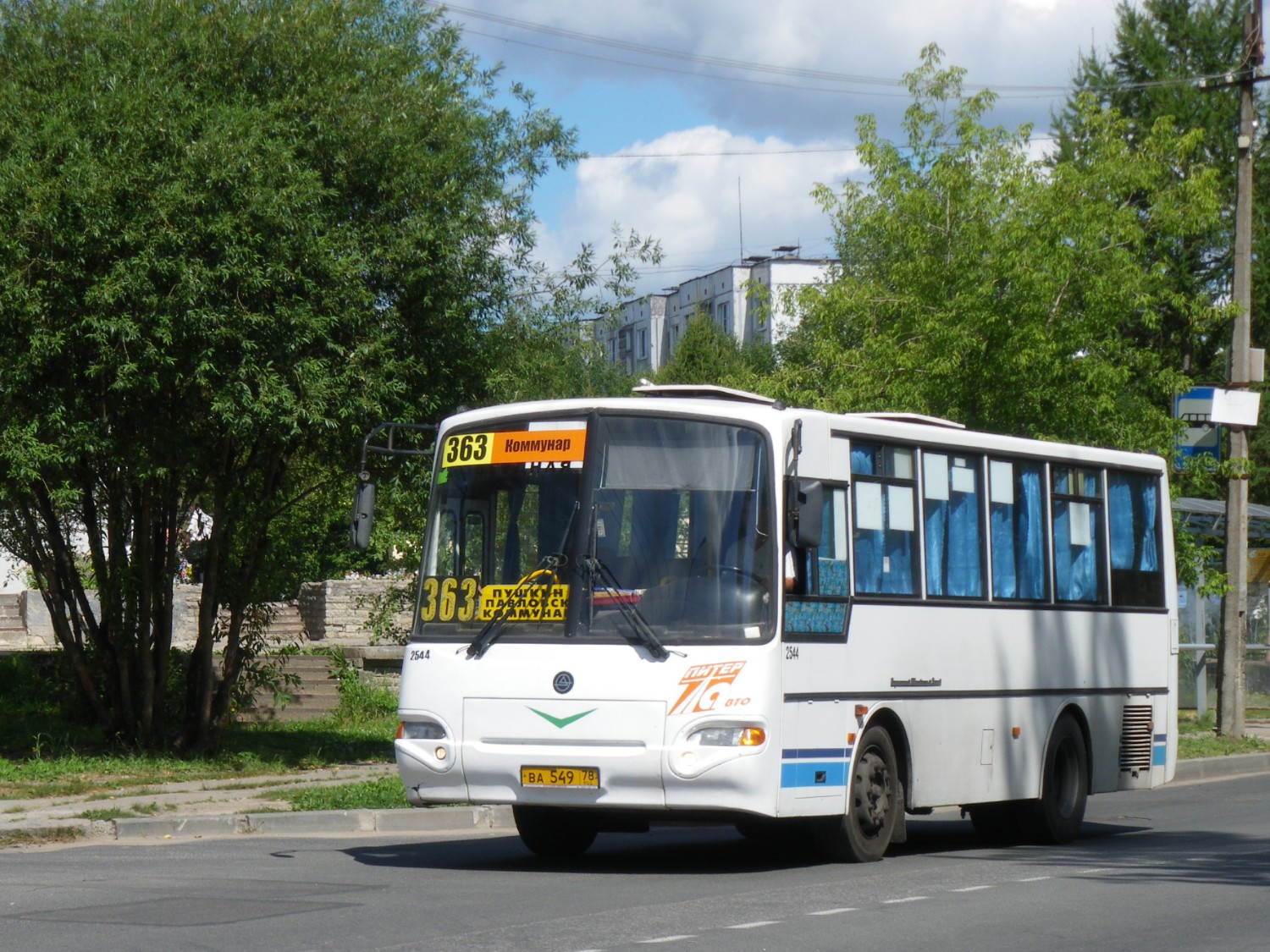
КАвЗ-4238 «Аврора» в Комунарі
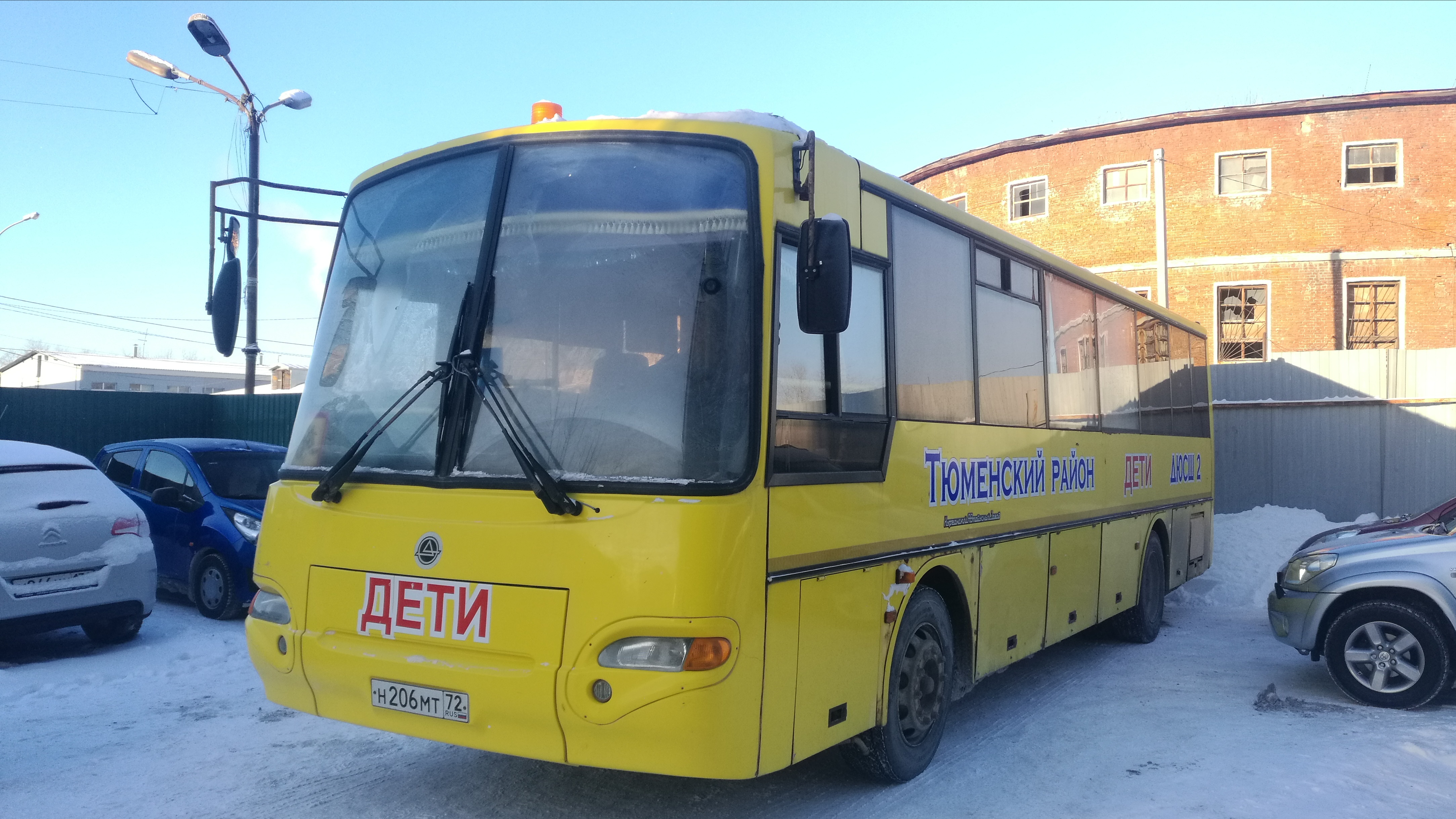
Шкільний автобус КАвЗ-4238 «Аврора»
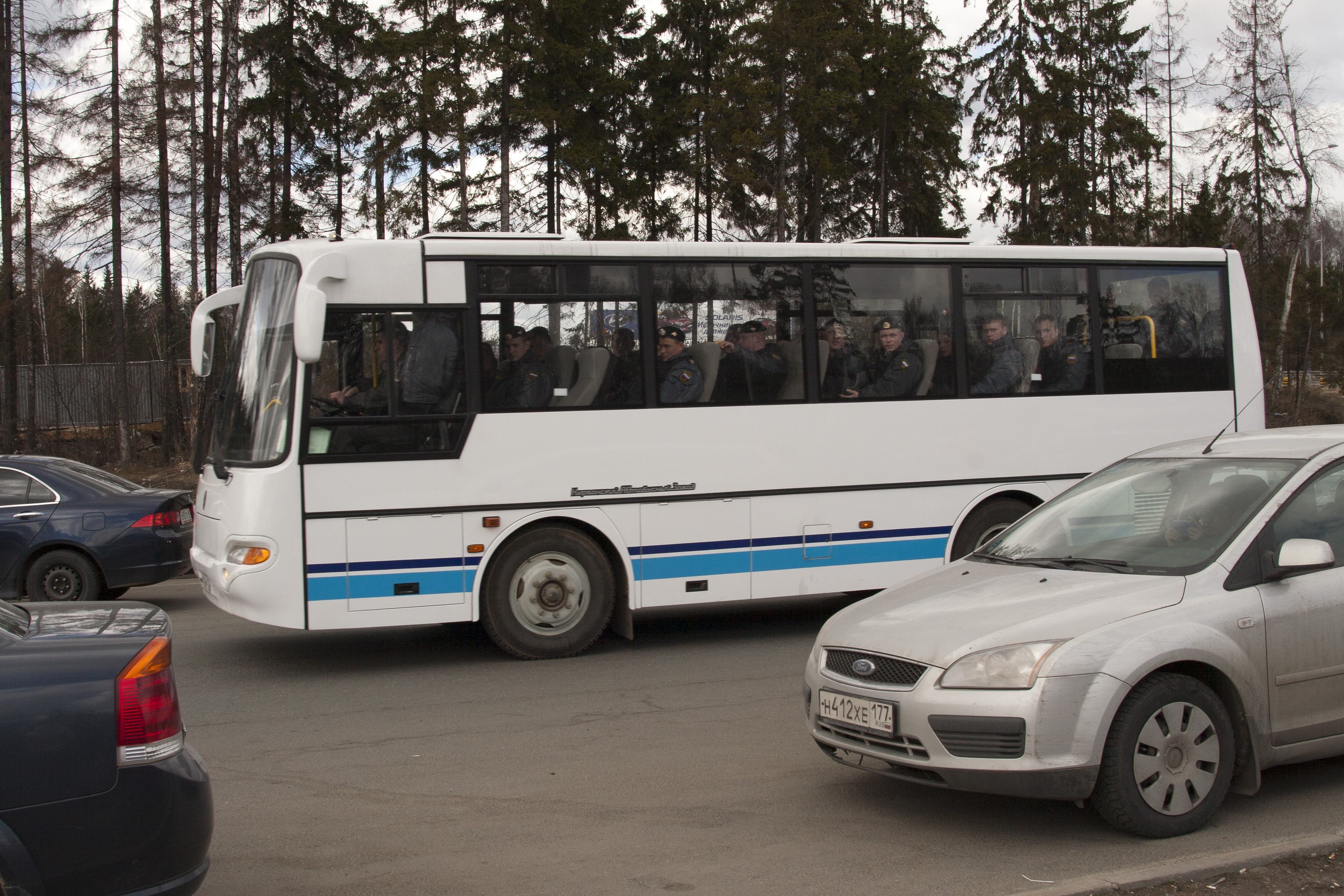
Поліцейський автобус КАвЗ-4238 «Аврора»